# Tweng
Tweng est une commune autrichienne du district de Tamsweg dans le land de Salzbourg.

## Géographie
La municipalité se situe sur le versant sud du massif des Niedere Tauern. Plus au nord se trouve la station de ski d'Obertauern.